# 北国からの贈り物
株式会社北国からの贈り物（きたぐにからのおくりもの）は、北海道川上郡弟子屈町に本社を置く企業。北海道の新鮮な海の幸・山の幸などをインターネットで販売するEC事業を主軸に、道内外での小売事業（商号：株式会社ノースクリエイト）、海産物の製造加工・卸売事業（商号：株式会社加藤水産）、海外事業、メディア事業を展開している。

## 概要
1998年からスタートしたネットショップ「北国からの贈り物」は、楽天市場ショップオブザイヤー・ベスト店長賞を6度受賞。
2019年1月には、関西テレビの人気バラエティ番組「ウラマヨ!」（司会は吉本興行のブラックマヨネーズ）で、「蟹しゃぶ福袋セット」が紹介された。「GetNavi web」（学研プラス）では「アマゾンの売れ筋お手軽フード6選」として、「北国の丸ごとチキンレッグ！スープカレー」が紹介された。
2015年からは、北海道の豊かな環境が育んだ素材を用いた機能性食品や化粧品を取り扱う「HOKKAIDO SHOWCASE（北海道ショーケース）」を展開し、産地を応援している。

## 沿革
- 1998年6月 - ネットショップを立ち上げる。初月の売り上げは5000円
- 1999年11月 - 楽天市場に出店、2か月で500万円を売り上げる
- 2000年4月 - 建築設計事務所を退職し、ネットショップ運営に専念
- 2001年 - 楽天市場ショップ・オブ・ザ・イヤー・ベスト店長賞
- 2002年 - 経済産業省推進事業IT経営百選「奨励賞企業」受賞
- 2003年 - 北国からの贈り物株式会社を設立
- 2008年1月 - 楽天市場で6度目のベスト店長賞受賞
- 2010年 - シンガポールに会社を設立、海外輸出事業を開始
- 2013年 - アジア経営者会議 ABC（Asia Bridge Campus）を北海道に誘致
- 2019年 - Amazon.co.jpにて成長を続ける販売事業者を紹介する「Amazonにっぽんをつなぐ」に選出

## 受賞歴
- 2000年
  - 楽天市場 フリマ フード部門 グランプリ
  - 楽天市場 shop of the year ベスト店長賞

- 2001年
  - 楽天市場 shop of the year ベスト店長賞
  - 楽天市場 メルマガコンテスト グランプリ
  - 楽天市場 共同購入 フード部門 グランプリ

- 2003年
  - 楽天市場 shop of the year フード部門＆総合部門(W受賞)
  - Yahoo!オークション ニュースレター賞
  - Yahoo!ショッピング 下半期キャンペーン賞 第1位

- 2004年
  - ビッダーズモール 評判のベストショップ入賞

- 2005年
  - 楽天市場 month of the year フード部門賞
  - Yahoo!ショッピング ベストストア賞
  - 北海道IT活用撰集「経営革新優秀賞」

- 2006年
  - 楽天市場 shop of the year グルメジャンル大賞
  - 経済産業省推進事業 IT経営百選「奨励賞企業」
  - 全国EC協議会ベストECショップ大賞

- 2007年
  - 楽天市場 shop of the year グルメジャンル大賞
  - 楽天市場 shop of the year ベスト店長賞
  - Yahoo!ショッピング2006 ベストストア（フード）賞
  - 全国イーコマース協議会認定 グッドデザインショップ

- 2008年
  - 楽天市場 shop of the year フードジャンル賞
  - 楽天市場 shop of the year ベスト店長賞
  - Yahoo!ショッピング 下半期ベストストア カテゴリ賞
  - Yahoo!ショッピング 月間ベストストア賞

- 2009年
  - 楽天市場 shop of the year ベスト店長賞
  - SAVAWAYベストショップ 審査員特別賞

- 2010年
  - 楽天市場 shop of the year フードジャンル賞
  - SAVAWAYベストショップ おもてなし賞

- 2011年
  - SAVAWAYベストショップ イベントモール賞

- 2012年
  - SAVAWAY 月間ベストショップ大賞
  - ぐるなび食市場 ベストショップアワード

- 2013年
  - ぐるなび食市場 上半期ベストショップアワード
  - ぐるなび食市場 上半期ベストショップアワード

- 2014年
  - 楽天市場 shop of the year グルメ・ドリンク部門 ジャンル賞
  - Yahoo!ショッピング 月間ベストストア賞
  - ぐるなび食市場 ベストショップアワード

## 事業所・店舗
- 本社：北海道川上郡弟子屈町川湯温泉5-4-3
- EC事業本部/メディア事業本部：埼玉県越谷市千間台西1-8-7 IKビル205
- 製造加工・卸売事業本部：北海道川上郡弟子屈町川湯温泉5-4-3